# Tony Deane-Drummond
Anthony John Deane-Drummond (Upton-upon-Severn, 23 juni 1917 – 4 december 2012) was Britse militair in de Tweede Wereldoorlog. Hij vocht onder andere mee in de Slag bij Arnhem. Deane-Drummond geniet vooral bekendheid omdat hij tweemaal met succes uit krijgsgevangenschap ontsnapte.

## Levensloop

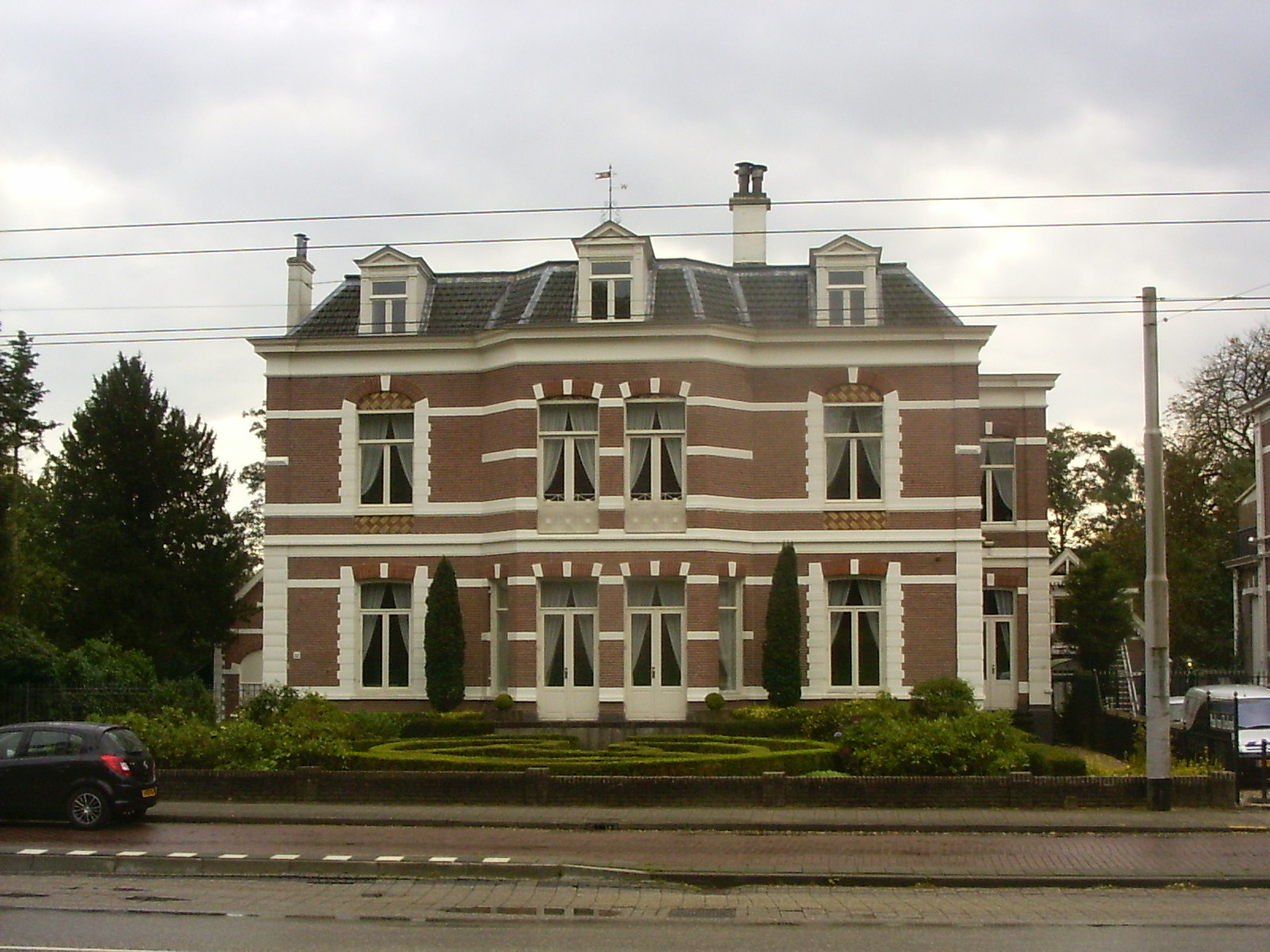
Huize Bene-Sita in Velp waar Deane-Drummond twaalf dagen in een kast verstopt zat en vervolgens ontsnapte uit krijgsgevangenschap.

Deane-Drummond was de zoon van een kolonel. Hij  studeerde aan de Royal Military Academy in Woolwich en nam vervolgens dienst in het Britse leger.
Na de uitbraak van de Tweede Wereldoorlog voegde hij zich bij de commandotroepen. Hij maakte in februari 1941 als plaatsvervangend commandant deel uit van een groep commando's die – onder de codenaam Operatie Colossus – in het zuiden van Italië werden gedropt. Doel was om een aquaduct op te blazen waardoor de stad Tarente van water werd voorzien. Dat doel werd bereikt, maar de vijfendertig Britten die deelnamen aan de actie werden wel krijgsgevangen gemaakt. De Italiaanse vertaler werd ter dood veroordeeld en geëxecuteerd.
Tegen het einde van 1941 lukte het Deane-Drummond te ontsnappen, maar hij werd in de buurt van de Zwitserse grens weer gegrepen. Na een aantal maanden werd hij overgebracht naar een ziekenhuis in Florence. In juni 1942 vluchtte hij wederom en via Zwitserland en het zuiden van Frankrijk keerde hij terug naar Engeland. Hij ontving voor deze actie het Military Cross.
In Engeland voegde Deane-Drummond zich bij de 1e Luchtlandingsdivisie. Met deze divisie werd hij in september 1944 tijdens Operatie Market Garden ingezet bij Arnhem. Hij was plaatsvervangend commandant bij de Signals. Deane-Drummond raakte zijn eenheid kwijt toen hij probeerde aan te haken bij de 1e Parachutistenbrigade die de brug bij Arnhem probeerde te bereiken. Vervolgens zat hij samen met drie andere soldaten een paar dagen vast in een kleine kamer in een door de Duitsers gecontroleerd gebied. Toen hij de Rijn probeerde over te steken richting geallieerde linies werd hij krijgsgevangen gemaakt.
Deane-Drummond kwam vervolgens terecht in Huize Bene-Sita aan de Arnhemsestraatweg 33 in Velp, een verzamelpunt voor krijgsgevangenen. Hij verstopte zich in een dertig centimeter diepe kast, waarvan de deur bijna onzichtbaar in het behang overging. Hij had genoeg brood en drinken bij zich waarmee hij verwachtte het wel drie dagen in de kast te kunnen uithouden. Zijn verblijf in de kast duurde uiteindelijk twaalf dagen, waarna hij ongezien het huis wist te verlaten.
Na zijn ontsnapping kwam Deane-Drummond in contact met mensen van het verzet. Hij verbleef eerst een aantal dagen bij de onderwijzer Albert Huisman aan de Schaapsdrift Overbeek en later in een jachthut op landgoed Planken Wambuis. In de nacht van 22 op 23 oktober 1944 werd hij tijdens Operatie Pegasus door het Nederlands verzet tussen Renkum en Wageningen over de Rijn gezet, samen met meer dan honderd Britten die ook na de Slag in Arnhem waren achtergebleven in bezet gebied.
Nadat de oorlog voorbij was werd hij bevorderd tot brigade-majoor bij de 3e Parachutistenbrigade en diende vervolgens bij de 6e Luchtlandingsdivisie in Palestina. Na terugkeer in Engeland werd hij benoemd tot instructeur aan de Koninklijke Militaire Academie Sandhurst. Vervolgens diende hij nog in Malaya, waar hij leiding gaf aan een SAS-eenheid, en in Oman. Hij werd onderscheiden met de Distinguished Service Order voor een aanval op Djabal Achdar in januari 1959.  Een van zijn laatste functies in het leger was die van bevelhebbend generaal van de 3e Gemechaniseerde Infanteriedivisie. Na zijn vertrek uit militaire dienst werkte hij nog een aantal jaren in het bedrijfsleven.
Deane-Drummond publiceerde in 1953 het boek Return ticket over zijn oorlogservaringen. In 1960 was hij de hoofdpersoon in een aflevering van het programma This is your life, waarin hij zijn verhaal over de Slag om Arnhem vertelde. In de film Een brug te ver was de personage Robert Steele, gespeeld door Stephen Moore, gebaseerd op Deane-Drummond.

## Persoonlijk
Deane-Drummond was getrouwd met Mary Evangeline Boyd. Samen hadden zij vier dochters. Deane-Drummond was in zijn vrije tijd zeer actief met zweefvliegen.